# Choisir la cause des femmes
Pour les articles homonymes, voir Choisir.
Choisir la cause des femmes ou quelquefois, en abrégé Choisir ou La cause des femmes est, à l'origine, un mouvement de lutte pour la dépénalisation de l'avortement en France. C'est désormais une organisation non gouvernementale ayant le statut d'association loi de 1901, qui s'est spécialisée dans les droits des femmes.

## Histoire
L'association est déclarée à la préfecture de police de Paris le 9 juin 1971. Elle est fondée par Gisèle Halimi et Simone de Beauvoir peu après la publication du « manifeste des 343 ».
En 1972, lors du procès de Bobigny, Choisir est très actif dans le soutien à la cause de Marie-Claire, une jeune fille de 16 ans accusée d'avoir avorté. La forte mobilisation populaire qui en résulte influence l'issue du procès et favorise une prise de conscience de l'opinion publique sur les conditions de détresse des femmes qui souhaitent interrompre une grossesse non choisie.
Jusqu'en 1975, date d'adoption de la loi sur l'interruption volontaire de grossesse (IVG) défendue par Simone Veil, Choisir et le Groupe information santé de Pierre Jouannet sont les éléments moteurs de la mobilisation pour le droit à l'avortement.
Le mouvement a suivi le combat pour la pénalisation du viol, notamment avec le procès d'Aix-en-Provence. Choisir s'est également battue pour la parité en politique. La présidente de l'association, Gisèle Halimi, a d'ailleurs fait partie de l'Observatoire de la parité.
Le 23 février 2010 est adoptée par le Parlement français, en présence de Gisèle Halimi, une résolution européenne sur le principe de la « clause de l'Européenne la plus favorisée » suivant l'idée qu'elle avait émise dès 1979 lors de la première élection au suffrage universel du Parlement européen.
En mars 2023 la présidente de l'association, Violaine Lucas, indique que l'organisation d'un hommage national pour Gisèle Halimi, en pleine contestation contre la réforme des retraites, relève d’une « instrumentalisation politique ».

## Contexte social et politique
Le mouvement Choisir apparaît dans un contexte de mutation des mentalités en France. Depuis 1961 le Mouvement français pour le planning familial propose la maîtrise de la fécondité à travers une meilleure information et l'utilisation, alors illégale, de contraceptifs comme la pilule. La loi Neuwirth du 28 décembre 1967 autorise le libre recours à la contraception dans le but de diminuer le nombre des avortements, ce qui s'avère rapidement illusoire.
Le Mouvement de libération des femmes (MLF) cristallise à partir de la fin des années soixante une pensée féministe très radicale pour l'époque, distinguant rigoureusement sexualité et procréation et revendiquant pour les femmes le droit de décider souverainement sur leur corps. Enfin le mouvement de 1968 ne s'est pas encore essoufflé ; il dispose de militants à la recherche de causes et d'une presse d'extrême gauche capable de donner un écho aux revendications de la jeunesse et des femmes.
En avril 1971, paraît un manifeste signé par 343 femmes connues ou anonymes, qui déclarent publiquement avoir eu recours à l'avortement. Ce manifeste des 343, vite appelé Manifeste des 343 salopes pour parodier les réactions offusquées de la droite catholique, met au défi le gouvernement d'entamer des poursuites judiciaires contre des femmes qui admettent avoir enfreint une loi qu'elles récusent. Gisèle Halimi, avocate, propose la création d'un groupe qui pourra prendre en charge la défense de ces femmes le cas échéant. Ce mouvement a le soutien de Simone de Beauvoir, qui devient la première présidente de l’association, mais aussi de l'académicien Jean Rostand, de la romancière Christiane Rochefort, du prix Nobel de physiologie ou médecine Jacques Monod et de l'artiste peintre Simone Dat.

## Publications
- Sténotypie intégrale des débats du procès de Bobigny, 8 novembre 1972 :
  - Avortement, une loi en procès : l'affaire de Bobigny (préf. Simone de Beauvoir), Paris, Gallimard, coll. « Idées / Idées actuelles » (no 283), 1973, 254 p. (ISBN 2-07-035283-8).
  - Le procès de Bobigny (préf. Simone de Beauvoir, postface Marie-Claire, l'inculpée de Bobigny) (précédé de Désobéir pour le droit d'avorter, avant-propos inédit de Gisèle Halimi), Paris, Gallimard, 2006, 274 p. (ISBN 2-07077515-1).
- Viol : le procès d'Aix-en-Provence (préf. Gisèle Halimi) (compte rendu intégral des débats, 2 - 3 mai 1978), Paris, Gallimard, coll. « Idées » (no 398), 1978, 415 p. (ISBN 2-07-035398-2).
- Le Programme commun des femmes, Paris, Grasset, 1978, 358 p. (ISBN 2-246-00572-8).
- Choisir de donner la vie (colloque international organisé par Choisir, Maison de l'UNESCO, Paris, 5 - 7 octobre 1979 ; précédé de La liberté des libertés par Gisèle Halimi), Paris, Gallimard, coll. « Idées » (no 420), 1979, 566 p. (ISBN 2-07-035420-2).
- Quel président pour les femmes ? : Réponses de François Mitterrand (préf. Gisèle Halimi) (rencontre avec François Mitterrand, Palais des congrès, Paris, 28 avril 1981, organisée par Choisir), Paris, Gallimard, coll. « Idées / Idées actuelles » (no 448), 1981, 146 p. (ISBN 2-07-035448-2).
- Fini le féminisme ? (colloque international Féminisme et socialismes, Maison de l'UNESCO, Paris, 13 - 15 octobre 1983, organisé par Choisir ; précédé de Perdre plus que nos chaînes par Gisèle Halimi), Paris, Gallimard, coll. « Idées » (no 494), 1984, 497 p. (ISBN 2-07-035494-6).
- Femmes : moitié de la Terre, moitié du pouvoir (colloque international, Maison de l'UNESCO, Paris, 3 - 4 juin 1993, organisé par Choisir ; présenté par Gisèle Halimi), Paris, Gallimard, 1994, 288 p. (ISBN 2-07-073789-6).
- La Clause de l'Européenne la plus favorisée (colloque, Centre des conférences internationales Kléber, 16e arrondissement de Paris, 27 - 28 novembre 2008, organisé par Choisir ; précédé de Le meilleur de l'Europe pour les femmes par Gisèle Halimi), Paris, Des femmes-Antoinette Fouque, 2008, 361 p. (ISBN 978-2-7210-0582-3).
- Le meilleur de l'Europe pour les femmes (préf. Gisèle Halimi), Paris, Des femmes-Antoinette Fouque, 2023, 316 p. (ISBN 978-2-7210-1230-2, 978-2-7210-1231-9 et 978-2-7210-1233-3, lire en ligne).
- (en) The best of Europe for women [« Le meilleur de l'Europe pour les femmes »] (trad. Philippa Bowe, Hannah Doyle, Justin Hillier et Marta Scott, préf. Gisèle Halimi), Paris, Des femmes-Antoinette Fouque, 2023, 302 p. (ISBN 978-2-7210-1299-9, 978-2-7210-1300-2 et 978-2-7210-1302-6, lire en ligne).